# Heuglins tapuit
De Heuglins tapuit (Oenanthe heuglinii) is een zangvogel uit de familie Muscicapidae (Vliegenvangers).

## Verspreiding en leefgebied
Deze soort komt voor in westelijk, centraal en oostelijk Afrika van Mauritanië tot Mali, Kameroen, Soedan, Ethiopië en noordwestelijk Kenia.